# Ле-Перше
Ле-Перше (фр. Le Perchay) — муниципалитет во Франции, в регионе Иль-де-Франс, департамент Валь-д'Уаз. Население — 476 человек (1999). Муниципалитет расположен на расстоянии около 45 км северо-западнее Парижа, 13 км северо-западнее Сержи.

## Демография
Динамика населения (Cassini и INSEE):